# ジェフ・ケンプ
ジェフ・ケンプ（Jeff Kemp 1959年7月11日- ）はカリフォルニア州サンタアナ出身のアメリカンフットボール選手。ポジションはクォーターバック。1981年から1991年までの11シーズンで6,230ヤードを獲得、39TDをあげている。

## 経歴

### プロ入りまで
ダートマス大学ではドン・シュラの息子、デビッド・シュラとチームメートだった。

### ロサンゼルス・ラムズ
1981年にロサンゼルス・ラムズに加入した。3シーズンをサイドラインですごした。1984年第3週にエースQBのヴィンス・フェラガモが負傷したため、翌週からこの年わずか12万5000ドル（当時のQBの平均年俸は30万ドル）の年俸の彼が先発に昇格した。この年13試合に先発し2,021ヤードを獲得、13TD、7INTの成績で、先発した13試合で9勝4敗の成績を残した。しかしスピードスターのヘンリー・エラード、ロン・ブラウンを生かしきれていないとラムズは判断、1985年にはカナディアン・フットボール・リーグで11シーズンプレーしたディーター・ブロックを獲得、ブロックに先発の座を奪われた。

### サンフランシスコ・フォーティナイナーズ
1986年にサンフランシスコ・フォーティナイナーズに移り、ジョー・モンタナの控えQBとなり、負傷したモンタナに代わって先発QBとなり、第2週には古巣のラムズと対戦、第1Qだけで2インターセプトを与え、パス24回中19回成功したものの13-16で敗れている。この年6試合の先発出場を含む10試合に出場し、パス成功率59.5%、1,544ヤードを獲得、11TD、8INTの成績を残した。

### シアトル・シーホークス
1987年、フォーティナイナーズは控えQBとしてスティーブ・ヤングを補強、彼はドラフト指名権とのトレードで、シアトル・シーホークスに移った。
1987年には先発出場は1試合のみであったが、396ヤードを獲得、5TD、1INTの成績を残した。
1991年に5試合先発した後、デイブ・クレイグが故障者リストから復帰する（当時は故障者リストからシーズン中に復帰できた。）のに合わせて10月中旬ウェーバーされた。
4年半在籍したシーホークスで彼は先発出場7試合で1,735ヤードを投げた。

### フィラデルフィア・イーグルス
シーホークスにウェーバーされた直後に、フィラデルフィア・イーグルスに獲得された。先発2試合を含む7試合に出場、ヒューストン・オイラーズ、ニューヨーク・ジャイアンツ戦ではジム・マクマーンに代わって途中出場で、最終週にそれまで14勝1敗のワシントン・レッドスキンズ戦では勝利している。
1992年、デビッド・アーチャーと第3QBとしてのロースター残留を争ったが、プレシーズンゲームでのパスの正確性で劣り、ロースターに残れなかった。

## 人物
強肩でクイックネスを備えていると1984年ラムズのヘッドコーチだったジョン・ロビンソンは語っている。
アメリカンフットボールのオフシーズンにはMBA取得のため、ペパーダイン大学に通った。
父親に似てハンサムであった。

## 家族
父親のジャック・ケンプはNFLのQBで、アメリカ合衆国下院議長などを務めており、1988年アメリカ合衆国大統領選挙で候補者争いをしたり、1996年アメリカ合衆国大統領選挙でボブ・ドールの副大統領候補となった。弟のジミー・ケンプもカナディアン・フットボール・リーグでQBとしてプレーしている。